# Hieracium murmanicum
Hieracium murmanicum là một loài thực vật có hoa trong họ Cúc. Loài này được (Norrl.) Norrl. mô tả khoa học đầu tiên.